# Jean-Paul Gaultier
Jean-Paul Gaultier (Arcueil, 24 aprile 1952) è uno stilista francese.

## Carriera
I suoi genitori, Paul Gaultier e Solange Garrabé, erano rispettivamente un contabile ed una cassiera.
Cresciuto nei sobborghi di Parigi, Gaultier non ha mai frequentato scuole per stilisti.
Invece, cominciò a mandare dei bozzetti direttamente agli stilisti di alta moda sin da quando era molto giovane. Pierre Cardin rimase impressionato dal suo talento e l'assunse come assistente nel 1970. La sua prima collezione venne realizzata e il suo stile irriverente comincia a comparire nel 1981. Fu infatti conosciuto come enfant terrible (bambino terribile) della moda francese per molto tempo. Molte tra le collezioni successive di Gaultier sono basate sullo street wear, concentrandosi sulla cultura popolare. Le sue collezioni di alta moda sono molto formali ma allo stesso tempo inusuali e allegre.
Negli anni '90, Jean-Paul Gaultier produsse molti costumi per Madonna e ha inoltre lavorato con Wolford Hosiery. Rese popolare l'uso di gonne, specialmente l'uso del kilt per gli uomini. Ha talvolta causato uno shock usando modelli e modelle non convenzionali per le sue sfilate; come ad esempio anziani, modelle sovrappeso o con molti piercing o tatuaggi. Continua tuttora a giocare con i tradizionali ruoli di genere durante le esibizioni. Questo ha fatto sì che avesse sia grande popolarità che critica.
Ha disegnato capi per molti film, inclusi Il quinto elemento di Luc Besson, Kika - Un corpo in prestito di Pedro Almodóvar e La città perduta di Jean-Pierre Jeunet. Ha inoltre collaborato con Madonna durante il Blond Ambition Tour, creando capi iconici, come il reggiseno a cono o il body nero indossato durante il brano Vogue. Oltre a Madonna, ha creato numerosi abiti per Kylie Minogue, per la cantante francese Mylène Farmer.
Disegna tre collezioni: le due linee di alta moda e di prèt-a-porter, così come la nuova linea di vestiti per Hermès, un marchio francese specializzato in accessori in pelle, conosciuto per le sue sciarpe e borse molto costose e difficili da ottenere. Nel 2006, Gaultier, ha di nuovo collaborato con Madonna, disegnando i costumi di scena del suo Confessions Tour, continuando la loro lunga collaborazione.
Ha disegnato molti dei costumi indossati da Marilyn Manson, inclusi quelli del periodo di promozione dell'album The Golden Age of Grotesque. Gaultier è conosciuto anche per le sue esibizioni al Metropolitan Museum of Art di New York, dove fa sfilare degli uomini in gonna, tutto ciò è conosciuto come Bravehearts - Men in Skirts.
La sua linea di profumi è anch'essa molto popolare. Il suo primo profumo, Classique, una fragranza floreale-orientale per donne, fu introdotta del 1993, seguita da Le Mâle, per uomo. Entrambi ebbero molto successo e Le Mâle è il profumo per uomo più venduto nell'Unione europea, mantiene una buona posizione anche in Australia e negli Stati Uniti. Il suo terzo profumo, la fragranza per donna Fragile, venne realizzata nel 2000 e a causa di poco successo adesso è disponibile soltanto un'edizione limitata. Nel 2005 viene realizzato il profumo per l'umanità unisex, Gaultier² (pronunciato Gaultier alla seconda potenza). Una nuova fragranza per uomo, Fleur du Male è disponibile in Europa dal 14 marzo 2007. Verso la seconda metà del 2008 lancia la sua nuova fragranza femminile Ma Dame, la cui testimonial è la popolare modella (e cantante) inglese Agyness Deyn. Tutti i profumi di Jean-Paul Gaultier sono prodotti sotto licenza dalla Beaute Prestige International, la sezione parigina della compagnia giapponese Shiseido che produce anche i profumi di Narciso Rodriguez e Issey Miyake.
Gaultier ha lavorato anche come musicista (realizzando il singolo new-beat-house How To Do That del 1989) e presentatore; ha infatti co-presentato le prime sei serie di Eurotrash (show britannico con celebrità), ha commentato per France 3 l'Eurovision Song Contest 2008 ed ha presentato nel 1995 la seconda edizione degli MTV Europe Music Awards.
Nel 2016 ha realizzato oltre 500 costumi per lo spettacolo di rivista THE ONE Grand Show al Friedrichstadt-Palast di Berlino.

## Filmografia
- Prêt-à-Porter, regia di Robert Altman (1994) (nei panni di sé stesso)
- Absolument fabuleux, regia di Gabriel Aghion (2001)